# Donigala Fenughedu
Donigala Fenughedu (Donigàla in sardo) è una frazione di Oristano in Sardegna e un comune soppresso nel 1927.
Conta circa 1 200 abitanti e dista due chilometri dal centro del Comune, verso nord oltre il fiume Tirso. Posta a 8 metri sul livello del mare, è situata nella regione storica del Campidano Maggiore.

## Origini del nome
Fino al 1862 l'abitato era conosciuto come Donnigala d'Arborea o semplicemente Donigala, nome usato tuttora come abbreviazione. La denominazione di Fenughedu, in riferimento all'abitato scomparso alla fine del XVII secolo ed i cui territori vennero acquisiti da Donigala, venne applicata al nome col Regio Decreto n. 825 del 14 settembre 1862. Con la formazione del Regno d'Italia infatti, la si volle distinguere dall'omonima Siurgus Donigala.
Il toponimo deriva dal sardo medioevale donnicàlia, il quale a sua volta deriva dal latino dominicalia. Il termine veniva usato nel medioevo per indicare ciò che formava un insieme economico dipendente direttamente dal signore. Un possedimento dunque, con abitazioni e servitù, il quale veniva generalmente concesso dai giudici all'Opera di Santa Maria di Pisa o a quella di San Lorenzo di Genova. Secondo lo storico Francesco Cesare Casula, in questo caso venne concessa ai pisani dell'Opera di Santa Maria per esercitarvi la mercatura. Questo nome dunque, si dava spesso ad un possesso ed è questo il motivo per cui diede luogo a denominazioni di ville rurali.
Per quanto riguarda il toponimo fenughedu esso rimanda ad un abitato scomparso che venne spopolato per una serie di eventi negativi al finire del XVII secolo: nel 1647 è documentata una invasione di cavallette che provocò ingenti danni all'agricoltura e nel 1652 l'abitato venne colpito dalla peste. I suoi abitanti si trasferirono a Donigala e i suoi territori vennero acquisiti da quest'ultima che conserva nella zona di campagna dove un tempo sorgeva l'abitato la denominazione fenugheda.
La radice del toponimo fenughedu fa riferimento sicuramente al finocchio selvatico, anche se il vocabolo per intero attualmente non rimanda a nessun significato specifico in sardo. Questo fatto ha spesso condotto in errore il visitante, il quale tende a sostituire fenughedu con il vocabolo più sensato fenugheddu, che significa finochietto.

## Storia
Area abitata già in epoca nuragica, nel medioevo appartenne al Giudicato di Arborea e fece parte della curatoria del Campidano di Oristano. Alla caduta del giudicato (1410) fece parte del Marchesato di Oristano, e alla definitiva sconfitta degli arborensi (1478) divenne un feudo aragonese. Nel XVIII secolo venne incorporato nel Marchesato d'Arcais, feudo dei Flores Nurra, ai quali fu riscattato nel 1839 con la soppressione del sistema feudale. 
Il preesistente ed adiacente villaggio di Fenughedu, spopolato per carestie e pestilenze, fu abbandonato nel XVII secolo.
Comune autonomo fino al 1927, venne poi incorporato al comune di Oristano di cui oggi è frazione.

## Monumenti e luoghi d'interesse

### Architetture civili

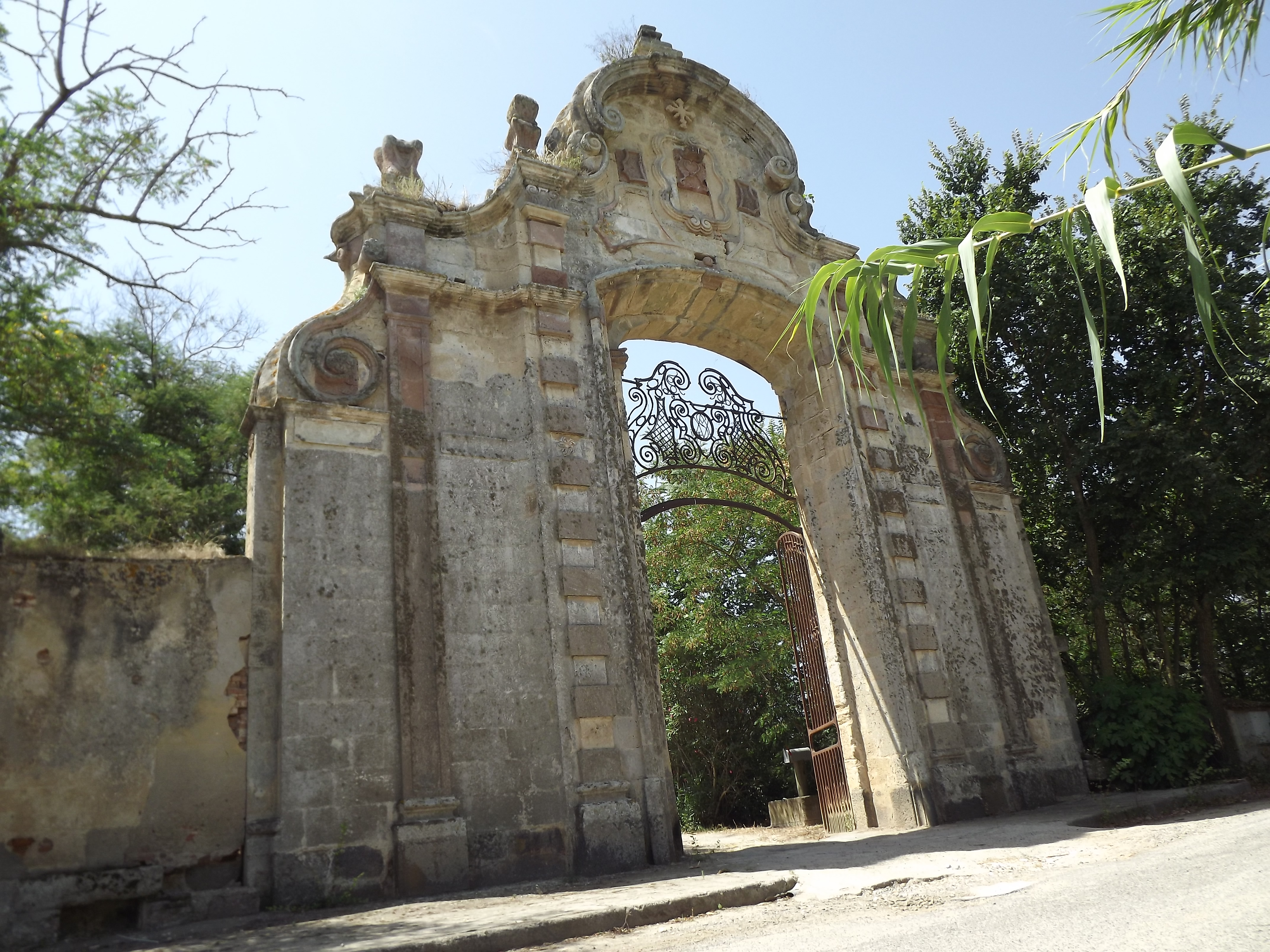
Il portale di Vitu Sotto

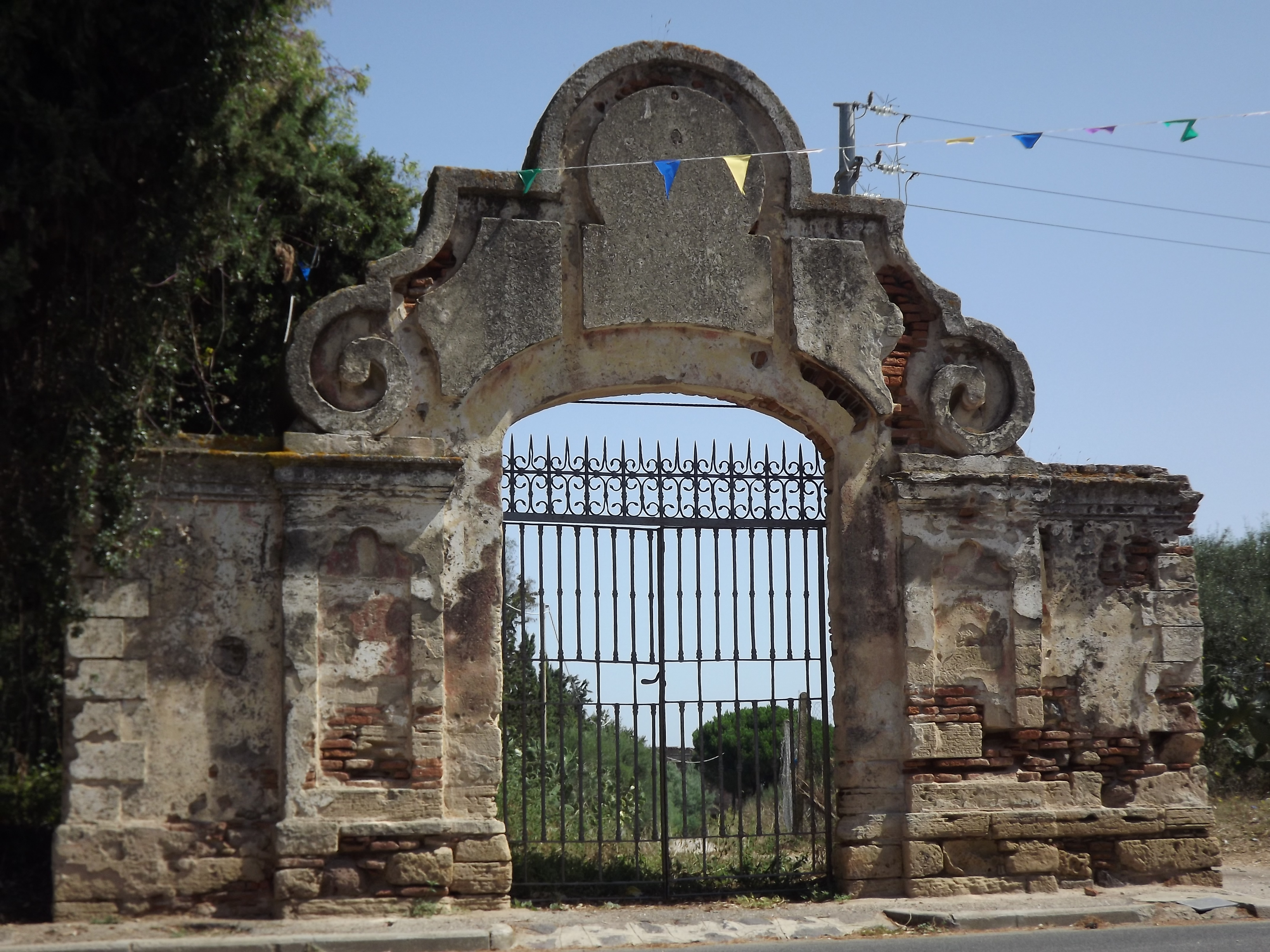
Il portale di Loffredo in piazza Sant'Antonino.

Il territorio presenta un gran numero di portali monumentali generalmente risalenti al XVIII secolo. La loro costruzione è in stretta relazione con la coltura dell'ulivo, il cui sviluppo venne visto, prima dai governi spagnoli e poi da quelli sabaudi, fondamentale per la rivitalizzazione dell'agricoltura sarda. L'esigenza sorgeva dal fatto che l'isola importava l'olio dalle Baleari e dalla Liguria, nonostante il suo clima e il suo territorio fossero dei migliori per la sua produzione. Inoltre la Sardegna era piena di vaste zone dove gli olivastri crescevano spontaneamente, dunque, piante che con un semplice innesto sarebbero potute diventare fruttuose.
Grazie ai profitti che la coltura degli ulivi donò tra la fine del XVI e il XIX secolo sorse tra la popolazione un nuovo ceto privilegiato che adottò l'abitudine di erigere un portale all'ingresso dei propri poderi come simbolo e blasone della loro nuova posizione sociale.
Il più importante è il portale di Vitu Sotto che con i suoi 11 m di altezza è il più imponente dell'intera Sardegna. È situato lungo la strada di campagna che dal Santuario della Madonna del Rimedio, tra Oristano e Donigala Fenughedu, porta a Solanas, frazione del comune di Cabras, a circa tre chilometri dalla città. Si pensa che l'architetto progettista che dovette dirigere i lavori sia il piemontese Giuseppe Viana, il quale ha diretto anche la costruzione del Chiostro del Carmine a Oristano. Secondo l'architetto Vico Mossa, il portale di Vitu Sotto è da ritenersi come l'opera più notevole in Sardegna, di architettura civile senza spazio interno.
Altri portali di minor spessore ma sempre di pregevole fattura, sono quelli presenti nell'asse viario che congiunge il paese alla frazione di Nuraxinieddu: il portale dei Carmelitani e quello degli Scolopi. Di notevole interesse sono pure i portali di Pisanu, detto pure de su colonnellu, ed il portale ubicato nella piazza centrale del paese, chiamato il portale di Loffredo. Altrettanto interessanti, anche se oramai pressoché ruderi, sono il portale di Passino, situato vicino alle scuole elementari, ed il portale Tolu, in aperta campagna. Molto più modesti rispetto ai portali qui sopra menzionati sono i due portali dell'oliveto Sotgiu, disposti nell'asse viario che conduce al comune di Nurachi.

## Società

### Istituzioni, enti e associazioni
Sono presenti sul territorio
- l'istituto di Riabilitazione Santa Maria Bambina. Un presidio extra ospedaliero di riabilitazione globale intensiva ed estensiva unico in tutto il territorio regionale.
- la casa madre della Compagnia Evaristiani del Sacro Cuore, fondata dal religioso Evaristo Madeddu.
- il centro di spiritualità "Nostra Signora del Rimedio" delle suore giuseppine.